# Слобода (Ленінський міський округ)
Слобода́ (рос. Слобода) — присілок у складі Ленінського міського округу Московської області, Росія.

## Населення
Населення — 335 осіб (2010; 152 у 2002).
Національний склад (станом на 2002 рік):
- росіяни — 96 %